# Шатурська сільська рада
Шату́рська сільська́ ра́да —колишня  адміністративно-територіальна одиниця та орган місцевого самоврядування в Ніжинському районі Чернігівської області. Адміністративний центр — село Шатура.

## Загальні відомості
Шатурська сільська рада утворена у 1919 році.
05.02.1965 Указом Президії Верховної Ради Української РСР передано сільради Носівського району: Данинську та Шатурську — до складу Ніжинського району.
- Територія ради: 25,26 км²
- Населення ради: 719 осіб (станом на 2001 рік)

## Населені пункти
Сільській раді підпорядковані населені пункти:
- с. Шатура

## Склад ради
Рада складається з 14 депутатів та голови.
- Голова ради: Петренко Людмила Федорівна
- Секретар ради: Литвин Тетяна Анатоліївна

### Керівний склад попередніх скликань
| Прізвище, ім'я, по батькові | Основні відомості                                                                                  | Дата обрання | Дата звільнення |
| --------------------------- | -------------------------------------------------------------------------------------------------- | ------------ | --------------- |
| Савосько Сергій Андрійович  | Сільський голова, 1967 року народження, безпартійний                                               | 26.03.2006   | 31.10.2010      |
| Петренко Людмила Федорівна  | Сільський голова, 1967 року народження, освіта вища, член Всеукраїнського об'єднання «Батьківщина» | 31.10.2010   |                 |

Примітка: таблиця складена за даними сайту Верховної Ради України

### Депутати
За результатами місцевих виборів 2010 року депутатами ради стали:

#### За суб'єктами висування
| Суб'єкт висування | Кількість обраних депутатів | %   |
| ----------------- | --------------------------- | --- |
| Самовисування     | 14                          | 100 |

#### За округами
| № округу | Прізвище, ім'я, по батькові    | Дата визнання обраним | Освіта  | Партійна приналежність                        | Відомості про обраного депутата                  |
| -------- | ------------------------------ | --------------------- | ------- | --------------------------------------------- | ------------------------------------------------ |
| 1        | Мозговий Володимир Михайлович  | 04.11.2010            | середня | член Всеукраїнського об'єднання «Батьківщина» | ПП «Агропрогрес», головний інженер               |
| 2        | Петренко Володимир Іванович    | 04.11.2010            | вища    | член Всеукраїнського об'єднання «Батьківщина» | Шатурське ЗНВК І-ІІІ ст., вчитель                |
| 3        | Івасенко Микола Анастасійович  | 04.11.2010            | вища    | член Всеукраїнського об'єднання «Батьківщина» | ПП «Агропрогрес», завідувач складом              |
| 4        | Сюр Лариса Олексіївна          | 04.11.2010            | вища    | член Всеукраїнського об'єднання «Батьківщина» | Шатурська сільська рада, секретар                |
| 5        | Литвин Тетяна Анатоліївна      | 04.11.2010            | вища    | позапартійна                                  | Шатурське ЗНВК І-ІІІ ст., вчитель                |
| 6        | Братченко Лідія Василівна      | 04.11.2010            | середня | член Всеукраїнського об'єднання «Батьківщина» | ПП"Агропрогрес", лаборант молочно-товарної ферми |
| 7        | Рубан Тетяна Миколаївна        | 04.11.2010            | вища    | позапартійна                                  | Шатурське ЗНВК І-ІІІ ст., вчитель                |
| 8        | Свириденко Микола Іванович     | 04.11.2010            | вища    | позапартійний                                 | Шатурське ЗНВК І-ІІІ ст., директор               |
| 9        | Романченко Михайло Миколайович | 04.11.2010            | середня | позапартійний                                 | тимчасово не працює                              |
| 10       | Дзюба Надія Павлівна           | 04.11.2010            | вища    | член Всеукраїнського об'єднання «Батьківщина» | ПП"Агропрогрес", агроном                         |
| 11       | Татаренко Іван Миколайович     | 04.11.2010            | вища    | член Всеукраїнського об'єднання «Батьківщина» | Шатурське ЗНВК І-ІІІ ст., вчитель                |
| 12       | Сердюк Анатолій Григорович     | 04.11.2010            | середня | член Всеукраїнського об'єднання «Батьківщина» | ПП"Агропрогрес", бригадир                        |
| 13       | Білоусенко Микола Якович       | 04.11.2010            | середня | позапартійний                                 | ПП"Агропрогрес", тракторист                      |
| 14       | Сердюк Микола Володимирович    | 04.11.2010            | вища    | член Всеукраїнського об'єднання «Батьківщина» | ПП"Агропрогрес", завідувач автопарку             |